# Coronula diadema
Coronula diadema es una especie de percebe de ballenas que aparece en yubartas u otras especies de ballenas. Ya aparece descrita por Linneo en su duodécima edición de Systema naturæ de 1767.

## Descripción
Como su nombre sugiere, Coronula diadema parece una corona, pero al crecer se hace más cilíndrica; los especímenes grandes llegan a  5 cm de alto y 6 cm de diámetro. Consta de seis placas rodeando un orificio hexagonal superior protegido por un par de opérculos. Las placas tienen finas estrías longitudinales y la mitad inferior suele tener estriaciones transversales irregulares.

## Distribución y hábitat
C. diadema se halla en la piel de las ballenas. Al discutir sobre esta especie, el zoólogo Charles Darwin (quien dedicó gran parte de su carreara a los percebes), dijo que conocía cuatro sitios exactos donde se encontraba la especie, los mares árticos alrededor de Escandinavia, la costa este de Norteamérica, junto a las islas británicas y en la Corriente del Golfo. Otra posible localización era Nueva Zelanda, pero Darwin dijo que se trataba de Coronula reginae.

## Ciclo vital
La mayoría de los percebes son hermafroditas con fertilización cruzada, y necesitan estar muy apiñados para reproducirse. El individuo que actúa de macho extiende su largo pene para impregnar la cavidad de otro individuo próximo, así lo fecunda y en él se desarrolla el embrión hasta la primera muda, cuando la flotante larva nauplius originada va al plancton y pasa a la fase cipris tras seis mudas, en este estadio nada activamente y ya no se alimenta. Hay experimentos en laboratorio que sugieren que la larva cipris se induce para iniciar la metamorfosis a percebe juvenil en respuesta a señales químicas de la piel de la ballena huésped. 